# Álvaro de Mendaña de Neyra

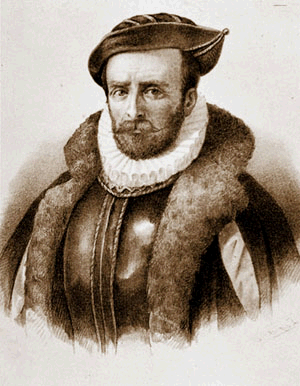
Álvaro de Mendaña de Neyra

Álvaro de Mendaña lub Álvaro Mendaña de Neyra (ur. ok. 1541 w Saragossie, zm. 1595 na wyspach Santa Cruz) – hiszpański żeglarz, badacz południowego Pacyfiku, towarzysz kosmografa Pedra Sarmienty de Gamboa, z którym wspólnie planował wyprawę celem odkrycia i chrystianizacji tajemniczego Lądu Południowego, Terra Australis, mającego stanowić przeciwwagę dla wielkich kontynentów półkuli północnej.
Obaj podróżnicy przypuszczali, że tam, na zachód od Ziemi Ognistej, leżą mityczny Ofir i kopalnie, z których król Salomon sprowadzał złoto dla ozdobienia świątyni jerozolimskiej.
Składająca się z dwóch okrętów flotylla wyruszyła, pod dowództwem Mendañi, w listopadzie 1567 r. z portu Callao w Peru. Po 80-dniowej żegludze wprost na zachód oczom załóg ukazał się pierwszy ląd – wysepka Nui w archipelagu Ellice. Miesiąc później, w lutym 1568, odkryli ląd, który nazwali Santa Isabel.
W pierwszej chwili Mendaña był przekonany, że to wymarzona Terra Australis, ale najbliższe badania wykazały, że to wyspa, będąca fragmentem rozległego archipelagu, który – w przekonaniu, że mityczne skarby są w zasięgu ręki – nazwano Wyspami Salomona.
Mendaña przeprowadził dość dokładne badania łańcucha wysp, nazywając dwie z nich Guadalcanal i San Cristóbal. W sierpniu popłynął na północ, osiągając Wyspy Marshalla oraz wyspę, którą nazwał San Francisco (Wake?), a która miała być położona pomiędzy Guam a wyspami hawajskimi. Stamtąd żeglował 4000 mil na wschód, by dotrzeć do wybrzeży Kalifornii na wysokości dzisiejszego Los Angeles. Następnie popłynął do Acapulco i dalej na południe, do Peru, gdzie wyprawa dotarła z początkiem roku 1569.
Hiszpańskie władze kolonii przestały się interesować odległymi wyspami na zachodzie, bowiem nie przywieziono stamtąd złota. Dopiero pod koniec lat 80. XVI wieku, na skutek korsarskich wypraw Anglików, takich jak Francis Drake, przeciwko żegludze i osadom hiszpańskim wzdłuż pacyficznych wybrzeży Ameryki Południowej, postanowiono szukać nowych ziem i nowych baz na trasie do Filipin i Wysp Korzennych. W roku 1595, a więc w trzy lata po śmierci Sarmienty, Mendañi (który wiele lat spędził przy dworze królewskim w Hiszpanii) powierzono 4-okrętową flotyllę z urodzonym w Portugalii nawigatorem Pedro Fernándezem de Quirós jako głównym pilotem wyprawy. Okręty z 378 ludźmi na pokładach (wśród nich była żona Mendañi, doña Isabel Barreto zwana przez marynarzy „Gubernatorową” oraz jej trzech braci) wyruszyły z Callao w czerwcu, a po miesiącu rejsu natrafiły na łańcuch wysepek, które Mendaña nazwał Las Marquesas de Mendoza na cześć wicekróla Peru i które do dzisiaj noszą nazwę Markizów. Na jednej z nich, nazwanej Magdalena, Hiszpanie zmasakrowali około 200 tubylców.
Niedokładne obliczenia długości geograficznej sprawiły, że Mendaña nie był w stanie odnaleźć Wysp Salomona. Przez kilka tygodni flotylla błądziła po oceanie, by w końcu – będąc prawie bez żywności i wody pitnej – zatrzymać się na wyspach innego archipelagu, które nazwano Santa Cruz (dzisiaj integralna część państwa Wyspy Salomona). Hiszpanie spędzili tam kilka miesięcy (odkrywając m.in. własności użytkowe drzewa chlebowego), ale szerzące się choroby wywoływały coraz częstsze bunty, a gdy na koniec zmarł również Mendaña, Quiros, który objął dowodzenie, skierował okręty na północ, w stronę Filipin. Głód i szkorbut zdziesiątkowały załogi nim – 15 listopada – resztki ekspedycji dotarły do Manili. „Gubernatorowa” i jej bracia przetrwali, posiadając ukryte zapasy żywności.
Álvaro de Mendaña był jednym z pierwszych eksploratorów południowo-zachodniego Pacyfiku, ale skutkiem błędów nawigacyjnych odkryte przezeń lądy zostały zapomniane na blisko 200 lat.

## Odniesienia w kulturze
Powieść Roberta Gravesa pt. „Wyspy szaleństwa” jest fabularyzowanym opisem ostatniej wyprawy Álvaro de Mendañi w poszukiwaniu Wysp Salomona.